# Pippa Bacca
Giuseppina Pasqualino di Marineo, bekannt unter ihrem Künstlernamen Pippa Bacca (* 9. Dezember 1974 in Mailand; † 31. März 2008 in der Nähe von Gebze), war eine italienische Aktionskünstlerin. Als sie in Brautkleidung von Mailand in Richtung Naher Osten trampte, um auf diese Weise für den Weltfrieden zu werben, fiel sie in der Türkei einem Mord zum Opfer, der international Aufsehen erregte.

## Zur Person
Pippa Bacca, eine Nichte des bekannten Künstlers Piero Manzoni (1933–1963), war eine Vertreterin der Performance Art.
Ein Beispiel ihrer Kunst war die Umwandlung von Objekten in andere Objekte, wofür sie häufig einfache Scheren benutzte. So entstand ihr Kunstwerk „Chirurgische Umwandlungen“ (Mutazioni chirurgiche) aus im Wald gesammelten Blättern, die so zurechtgeschnitten wurden, dass sie das Aussehen von Blättern anderer Pflanzenarten annahmen.

## „Brides on Tour“
Im Verlauf ihrer letzten Kunstaktion wurde sie Opfer eines Verbrechens. Pippa Bacca und ihre Künstlerkollegin Silvia Moro begannen am 8. März 2008 von Mailand aus eine „Friedensreise“ durch insgesamt elf Länder in Richtung Naher Osten. Die beiden Frauen fuhren, als Bräute verkleidet, per Anhalter durch Slowenien, Kroatien, Bosnien, Serbien und Bulgarien, von wo sie am 20. März in die Türkei einreisten. In Istanbul trennten sich ihre Wege. Sie hatten vor, den Weg über Syrien einzuschlagen und sich am 31. März im Libanon wieder zu treffen. Von dort wollten die beiden die Reise gemeinsam in Israel und den Palästinensergebieten abschließen.
Auf ihrer Website hatten sie geschrieben, dass sie das weiße selbstgenähte Brautkleid bis zur Ankunft im Nahen Osten tragen wollten, „mit all den Flecken, die es während der Reise annimmt“. Auf diese Weise sollte in Gegenden, wo der Hass aufeinander die Menschen nicht loslässt, für den Frieden geworben werben. Die Künstlerinnen hatten sich ganz bewusst dafür entschieden, per Anhalter zu reisen, um das Vertrauen in fremde Mitmenschen zu demonstrieren.

## Das Verbrechen
Lebend gesehen wurde Pippa Bacca zuletzt am 31. März 2008 in der am anatolischen Stadtrand von Istanbul gelegenen Stadt Gebze. Danach blieb sie verschollen und wurde vermisst. Ihre Schwester reiste daraufhin in die Türkei, um sie wiederzufinden. Die Leiche der Gesuchten wurde schließlich am 11. April nicht weit entfernt von Gebze in einem Waldstück entdeckt. Der Mann, der die Polizisten zu dem Fundort führte, wurde festgenommen. Die Polizei war ihm auf die Spur gekommen, weil er versucht hatte, Pippa Baccas Mobiltelefon zu benutzen. Der Mann gestand, die Anhalterin, die er in seinem Lieferwagen mitgenommen hatte, vergewaltigt und erwürgt zu haben.
Pippa Bacca, die auf ihrer Reise gewöhnlich die Fahrer der Wagen, in die sie einstieg, im Bild festhielt, soll ihren mutmaßlichen Mörder Murat Karataş fotografiert haben. Die Polizei konnte die Kamera der Künstlerin im Haus des Beschuldigten sicherstellen.

## Öffentliche Anteilnahme und politische Reaktionen
Der Mordfall rief in Italien und vor allem in der türkischen Öffentlichkeit große Erschütterung hervor. Mehrere Tageszeitungen erschienen mit Schlagzeilen in italienischer Sprache wie Pippa verzeih uns (Sabah). Hierbei wurde das tragische Ereignis vielfach mit früheren Kriminalfällen und innertürkischen Themen verknüpft, der Diskussion über Gewalt gegen Frauen, grausame Traditionen und das vermeintliche „Wegschauen von Justiz und Gesellschaft“.
Eine führende Zeitung des Landes schlug vor, eine türkische Künstlerin solle – in einem weißen Brautkleid und trotz der damit eventuell verbundenen Gefahr – die unterbrochene Reise Pippa Baccas fortsetzen und in einen „Freiheitsmarsch“ der türkischen Frauen umwandeln.
Staatspräsident Abdullah Gül drückte seinem italienischen Amtskollegen Giorgio Napolitano im Namen des gesamten türkischen Volkes sein Beileid aus. Am 19. April fand in Mailand unter großer öffentlicher Anteilnahme die Trauerfeier für Pippa Bacca statt.

## Film
Der Dokumentarfilm La Mariée (The Bride) des französischen Regisseurs Joël Curtz aus dem Jahr 2012 erzählt Pippa Baccas Schicksal und bedient sich dazu Videoaufnahmen aus ihrer Kamera.
Der Film Köpek (2015) der türkisch-schweizerischen Regisseurin Esen Işık ist Pippa Bacca gewidmet.